# Bulbophyllum schmidtianum
Bulbophyllum schmidtianum är en orkidéart som beskrevs av Heinrich Gustav Reichenbach. Bulbophyllum schmidtianum ingår i släktet Bulbophyllum och familjen orkidéer. Inga underarter finns listade i Catalogue of Life.